# 熔盐堆

熔盐反應爐系统图示

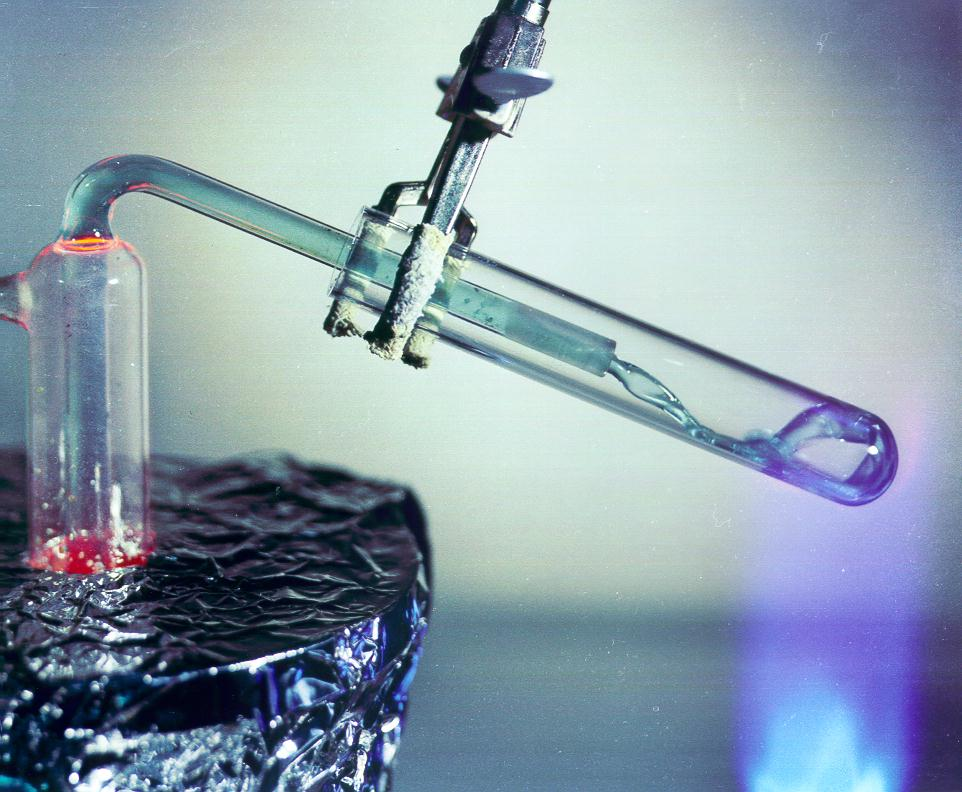
核燃料與冷卻劑都是以液態混和為一體方式存在。

熔盐堆（英語：molten salt reactor, MSR）是核裂变反應爐的一种，屬於第四代反應堆，其主冷卻劑以至燃料本身都是熔盐混合物，它可以在高温下工作（可获得更高的热效率）时保持低蒸氣壓，从而降低机械应力，提高安全性，并且比熔融鈉冷却剂活性低。 對第四代反應爐設計的更多研究開始重新引起人們對該技術的興趣，多個國家都有項目，截至2021年9月，中國即將啟動其液态燃料钍基熔盐实验堆(TMSR-LF1)。
核燃料既可以是固体燃料棒，也可以溶于主冷却剂中，从而无需制造燃料棒，简化反應爐结构，使燃耗均匀化，并允许在线燃料后处理。在许多设计方案中以如四氟化铀等溶于熔融的氟化物盐为核燃料。爐芯用石墨做慢化剂，熔盐流体在其中达到临界。许多现代设计方案采用陶瓷燃料在石墨基质中均匀分布，熔盐提供低压高温冷却的形式。熔盐更有效地将热量带出爐芯，减少对泵、管道的需求，并因此而的缩小爐芯的尺寸。
在20世纪50年代這是新構想然而後續種種時代原因被美蘇兩國放棄，其他國家又缺乏預算和技術研發，導致停頓，但随着新材料工程的出现與時代要求變遷，这一技术重新受到了关注。 美國早期的“飞行器反應爐试验（1954）”的主要动因在于熔盐反應爐尺寸小，而“熔盐反應爐试验（1965-69）”是钍燃料循环增殖反應爐核电站的样机，但最後都沒有再持續發展。

## 历史

### 1950年代

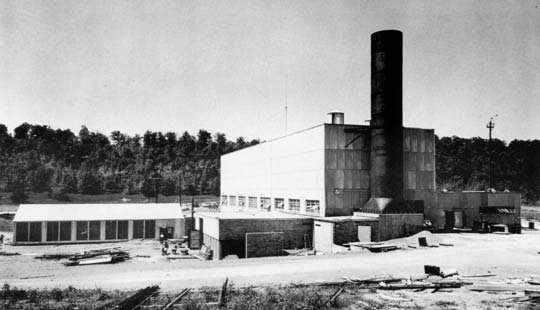
橡树岭国家实验室的飞行器反应堆试验楼，后来它为熔盐堆试验而改建。

#### 飞行器反应堆试验
1946年5月28日，美国空军启动了“飞机核能推进计划”(Nuclear Energy for the Propulsion of Aircraft，NEPA)，旨在初步研究核动力飞机的可行性。该项目也是1951年“核动力飞机计划”（Aircraft Nuclear Propulsion，ANP）的前身，该计划需要使用一种小型、高输出的液体燃料钍反应堆以满足长时间续航要求。为此美国进行了飞行器反应堆试验（US Aircraft Reactor Experiment，ARE）。
ARE是一个热功功率2.5MWth的核反应堆试验，旨在使核反应堆达到可作为核动力轰炸机引擎的高功率密度。该计划促成了几个试验，其中的三个引擎测试实验统称为热转移反应堆实验：国家反应堆试验站（现在的爱达荷国家实验室）的HTRE-1，HTRE-2和HTRE-3。其中一个实验用熔融氟化物盐NaF-ZrF4-UF4（53-41-6mol%）作为燃料，用氧化铍作为慢化剂，用液态钠作为第二级冷却剂，峰值温度为摄氏860°C。它在1954年以100MW-小时连续运行了超过九天。本实验的金属结构和管道采用了铬镍铁600合金。

### 1960-70年代

#### 熔融盐钍反应堆试验

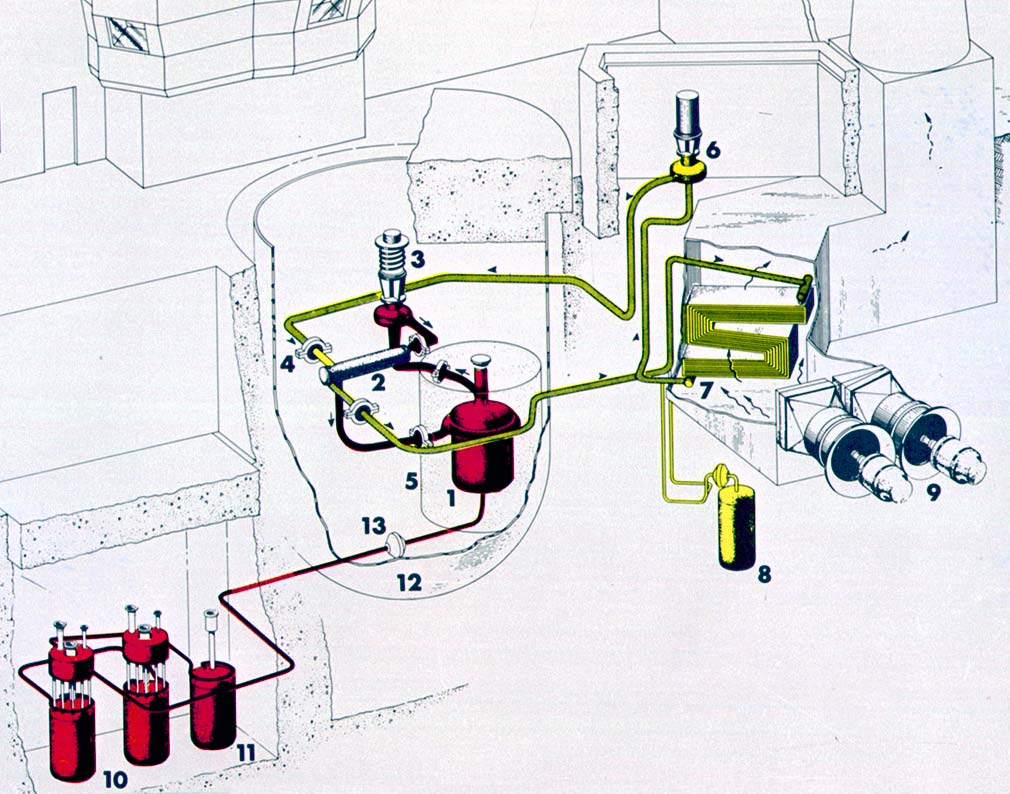
MSRE设备图示

在20世纪60年代，橡树岭国家实验室在熔盐堆研究中居于领先，并以液态燃料熔盐实验堆（Molten-Salt Reactor Experiment, MSRE）使其达到顶峰。MSRE是一个热功功率7.4 MWth的试验堆，用以模拟固有安全超热钍增殖堆的中子“核”。MSRE于1965年建成并达到临界，运行了四年。它测试了铀和钚的熔盐燃料。被测试的235UF4液态燃料有着将废物减至最少的独特衰变路径，废物同位素的半衰期在50年以下。反应堆摄氏650度的炽热温度可以驱动高效热机——例如燃气轮机。为了便于中子测量，庞大而昂贵的钍盐增殖层被略去。MSRE管道、堆芯包壳和结构组件由哈斯特洛合金-N制造，其慢化剂是热解石墨。MSRE的燃料是LiF-BeF2-ZrF4-UF4（65-30-5-0.1），石墨堆芯慢化，第二级冷却剂是FLiBe（2LiF-BeF2）。MSRE温度达到摄氏650°C，运行时间相当于满功率运行1.5年。1969年该试验被美国停止，美国熔盐堆研发中止。
1970代初，中国曾选择钍基熔盐堆作为发展民用核能的起步点，上海728工程于1971年建成了零功率冷态熔盐堆并达到临界，但限于中国当时的科技、工业和经济水平，728工程转为建设轻水反应堆。

### 21世紀
由於核聚變發電和其他核電計劃的持續延遲、以及對於產生最小溫室氣體 (GHG) 排放的能源的需求增加，在千禧年時對熔盐堆又重新恢復了興趣。

## 最近的进展

### 液态盐甚高温反应堆
截至2010年9月，利用熔融盐作为冷却剂的反应堆方面的研究一直在持续。传统熔盐堆和甚高温反应堆（Very High Temperature Reactor, VHTR）都被视作可能的设计方案纳入到第四代反应堆初步研究框架下。当前正在被研究的VHTR版本之一是液态盐甚高温反应堆（Liquid Salt Very High Temperature Reactor, LS-VHTR），一般也被称为先进高温堆（Advance High Temperature Reactor, AHTR）。 本质上，它是主回路不采用氦回路，而采用液态盐作为冷却剂的标准VHTR设计方案。它依赖于分布在石墨中的“TRISO”燃料。早期，AHTR关于石墨的研究集中在六角形石墨慢化块的插入石墨棒的形式，但如今的研究主要集中在鹅卵石式的燃料形式。 LS-VHTR有许多吸引人的特性，包括：在甚高温度下工作的能力（大部分LS-VHTR所考虑的熔融盐的沸点都在1400°C以上），低压冷却更容易匹配氢气生产厂条件（多数热化学循环要求温度超过750°C），比相似工作条件下的氦冷VHTR有更好的电能转换效率，属于被动安全系统，以及意外事故中更好的裂变产物保持能力。

### 液態氟化釷反應爐
富士反应堆為一種迷你熔盐堆是电功功率100MWe的熔盐燃料钍燃料循环热增殖堆，采用与橡树岭国家实验室反应堆相类似的技术。它由日本、美国和俄罗斯联合开发。作为一个增殖堆，它将钍转换为核燃料。作为热谱反应堆，它的中子调节是固有安全的。与所有熔盐堆一样，它的堆芯是化学惰性的，工作在低压条件下，这可以防止爆炸和有毒物释放。一个全尺寸反应堆有望在20年内被开发出来， 但该项目似乎缺少资金支持。

### 中国的钍基熔盐反应堆研究
2011年，中国科学院启动钍基熔盐堆核能系统（TMSR）专项研究计划，由上海应用物理研究所牵头重启研发TMSR，目标是用约20年的时间达成在国际上首先实现钍基熔盐堆的应用，并建立相关产业链与科研队伍。2017年4月，甘肃省武威市政府与中国科学院签订合作协议，于民勤县展开钍基熔盐堆核能系统项目的研究与建设，该项目总投资220亿元，分两期建设，于2018年9月开工至2021年完工其主体工程：2MWt液态燃料钍基熔盐实验堆（TMSR-LF1）。2023年6月7日，中国国家核安全局颁发了该项目的运行许可，准许其进行装料、调试和试运行。
2023年12月5日，中国江南造船发布KUN-24AP型24000TEU大型集装箱船，该船经挪威船级社颁发原则性认可证书，以第四代核电技术钍基熔盐反应堆，以釷燃料發電作为其动力来源。该反应堆采用中子源轰击釷-232以使其在β衰变后变成裂变材料鈾-233的核裂变产生反应堆能量，经一、二回路的氟化盐作为介质传导、冷却热量，再传递给使用纯水或者二氧化碳作为介质的三回路以导出热量给汽轮机用于发电，再经电动机带动螺旋桨推进船舰移动。钍基熔盐反应堆的优势在于对压力容器的要求比较低、没有堆芯熔毁的危险、反应堆产物相对比较安全，缺点在于氟化盐对于压力容器和回路管路的腐蚀性较强。该船型需每15-20年进行一次动力维护。

## 延伸阅读
- Energy from Thorium's Document Repository （页面存档备份，存于） Contains scanned versions of many of the U.S. government engineering reports, over ten thousand pages of construction and operation experience. This repository is the main reference for the aircraft reactor experiment and molten-salt fueled reactor's technical discussion.
- The First Nuclear Era : The Life and Times of a Technological Fixer （页面存档备份，存于） by Alvin Martin Weinberg
- Bruce Hoglund's Eclectic Interests Home Page Nuclear Power, Thorium, Molten Salt reactors, etc.
- Generation IV International Forum MSR website
- INL MSR workshop summary
- . （原始内容存档于2014年5月23日）.
- Material Considerations for Molten Salt Accelerator-based Plutonium Conversion Systems （页面存档备份，存于） J.H. Devan et al.